# Montezuma Creek (Utah)
Montezuma Creek es un lugar designado por el censo (census-designated place o CDP) en el condado de San Juan, estado de Utah, Estados Unidos. Según el censo de 2000 tenía una población de 507 habitantes, con un importante incremento respecto a 1990, cuando tenía 345 habitantes.

## Geografía
Montezuma Creek se encuentra en las coordenadas 37°15′37″N 109°18′6″O / 37.26028, -109.30167.
Según la oficina del censo de Estados Unidos, el CDP tiene una superficie total de 32,4 km². De los cuales 31,4 km² son tierra y 1,1 km² están cubiertos de agua.
Montezuma Creek, recibe el nombre de un afluente del río San Juan, parte del CPD se encuentra dentro y parte fuera de la frontera de la nación navajo, en la frontera más noroeste de la enorme reserva india conocida localmente como The Rez. Es un centro de venta de gasolina y gas en la zona. Tiene varias gasolineras, una escuela y varias iglesias
- Datos: Q2337149
- Multimedia: Montezuma Creek, Utah / Q2337149